# Gopchang jeongol
El gopchang jeongol es un estofado o cazuela picante de Corea hecho cociendo tripa de ternera, verdura y condimentos en caldo de ternera. Gopchang alude al intestino delgado de bovino, mientras jeongol alude a una categoría de estofados o cazuelas de la cocina coreana. Aunque el plato se basa principalmente en gopchang de ternera, otras partes de la tripa pueden usarse también para darle un sabor más rico y una mejor textura.
Para retirar cualquier olor y el exceso de grasa del plato, cualquier grasa blanca adherida a los intestinos se limpia meticulosamente frotándola con harina de trigo y sal y lavándola varias veces. Como cocinar el plato exige no solo técnicas culinarias especializadas y mucho trabajo sino también ingredientes muy frescos, el gopchang jeongol suele comerse en restaurantes especializados en platos de tripa. El plato, que se condimenta con una salsa picante a base de guindilla, se sirve como entrante principal acompañado de un tazón de arroz al vapor. A menudo es compartido por varios comensales en el centro de la mesa, y también es un popular anju para acompañar a bebidas alcohólicas como el soju en Corea del Sur.

## Ingredientes
Los coreanos clasifican las tripas de ternera en varias categorías, que incluyen yang (양), beoljipui (벌집위), cheonyeop (천엽), makchang (막창), gopchang (곱창, también llamado sochang 소창) y daechang (대창).
La primera cavidad del estómago de una vaca se llama yang y es rica en proteína, recomendándose desde antiguo a personas frágiles de salud que beban su caldo. La parte externa de los intestinos es dura y grumosa, con muchas membranas negras y materiales sucios adheridos entre los bultos, por lo que debe rasparse a conciencia antes de cocinarse. El gopchang (intestino delgado) suele llamarse así por su forma curva en lugar de sochang, que significa literalmente ‘intestino delgado’ Su contrapartida es el daechang, ‘intestino grueso’. Comparado con otros cortes, el gopchang es rico en hierro y vitaminas. Es relativamente barato y tiene un sabor característico y una textura masticable pero agradable, por lo que se usa en muchos platos coreanos como el gui (parrilladas) o el bokkeum (salteados).

## Preparación
El caldo para el plato que puede ser una mezcla de dos caldos, hechos respectivamente con tripa y falda, o gomtang, una sopa clara con un sabor rico que se hace cociendo a fuego lento huesos de buey durante mucho tiempo. Si se elige lo primero, la tripa y la falda deben cocerse por separado porque la primera tiene un sabor fuerte que puede afectar al caldo de falda y su carne. Para hacer el caldo de tripa, se ponen tripa limpia, cebolla, cebolleta, ajo y jengibre en una olla grande con una buena cantidad de agua y  se cuece hasta que esté bien cocinado. De forma similar, el caldo de falda se prepara usando el mismo método, con los mismos ingredientes secundarios para eliminar los malos olores que puedan quedar. Tras estos, se enfrían ambos caldos y se retira cualquier grasa que flote en la superficie. La falda cocida se corta en trocitos, mientras el yang y el gopchang se cortan en tiras diagonales. La tripa y la falda cocidas se marinan con condimentos y se amasan durante mucho tiempo.
Se sancochan champiñones ostra en agua salada, prensándolos suavemente para extraer el agua, se cortan por sus vetas y se condimentan. Se remojan setas shiitake secas en agua templada, añadiendo una pequeña cantidad de azúcar para acelerar la rehidratación. Se retiran los estipes y los píleos se cortan en juliana y se condimentan. Se quitan las semillas de pimientos chile verde y se pican cebolla y zanahoria al mismo tamaño. También se cortan cebolletas en tiras diagonales.
Se ponen en el fondo de una sartén las verduras, y sobre ellas la tripa y falda marinadas, dispuestas en círculo. Las setas y las verduras en tiras se ponen entre la tripa y la falda. Los caldos se mezclan, se sazonan y se vierte poco a poco en la sartén. Cuando el plato está listo, se retira cualquier espuma que flote y se sirve.